# Ritratto di Diego Martelli
Il Ritratto di Diego Martelli è un dipinto del pittore francese Edgar Degas, realizzato intorno al 1875 e conservato al National Gallery of Scotland di Edimburgo.

## Descrizione
Diego Martelli era un critico d'arte che, frequentando assiduamente il Caffè Michelangiolo di Firenze, ebbe modo di legarsi al gruppo dei Macchiaioli. Soggiornando a varie riprese a Parigi, poi, apprezzò particolarmente le novità culturali che provenivano dalla Francia, e segnatamente dal gruppo degli Impressionisti, nei quali intravide decise affinità con quello dei Macchiaioli. Preso da un ardente entusiasmo, dunque, il Martelli si adoperò affinché l'eco della pittura impressionista si diffondesse anche in Italia: furono in molti, tuttavia, a disdegnare le sue attente letture (celebre il caso di Giovanni Fattori, il quale assunse un atteggiamento molto polemico nei confronti degli Impressionisti, e soprattutto con Pissarro).
Durante uno dei suoi soggiorni parigini Martelli incontrò anche Edgar Degas, il quale gli dedicò ben due ritratti. Nella versione di Edimburgo, quella trattata in questa voce, il grande critico siede su una sedia lignea e presenta le braccia conserte. Sembra guardare al di fuori dello spazio pittorico e presenta uno sguardo serio ed assorto e un'espressione meditabonda. Il piano del mobile alla sua sinistra è invece ingombro di vari periodici, libri e oggetti disparati che non ci è dato riconoscere in quanto sommariamente dipinti. In questo quadro, inoltre, Degas accentua le audacie del punto di vista, ripreso dall'alto in un modo che le varie entità dipinte sembrano «sbalzare» in avanti. Questa particolare impostazione prospettica, già sperimentata dal pittore in vari altri dipinti, carica la scena de il Ritratto di Diego Martelli di un elettrizzante dinamismo, palese nonostante la stasi della figura.